# GeoEye–1
A GeoEye–1 kereskedelmi távérzékelési műhold, melyet 2008. szeptember 6-án az Amerikai Egyesült Államokból állítottak pályára, a GeoEye Inc. számára. 41 centiméteres felbontású fekete-fehér és 165 centiméteres felbontású színes képeket készít, tervezett élettartama legalább 10 év. A műhold által készített képek egyik fő felhasználója a Google, Google Earth és Maps szolgáltatásai számára.

## Külső hivatkozások
- Frey, Sándor: Éles szemű műhold indul augusztusban. Űrvilág.hu, 2008. július 26. (Hozzáférés: 2008. november 18.)
- Frey, Sándor: Bemutatkozott a GeoEye-1. Űrvilág.hu, 2008. október 12. (Hozzáférés: 2008. november 18.)